# Nîjni Iareskî, Șîșakî
Nîjni Iareskî (în ucraineană Нижні Яреськи) este un sat în comuna Iareskî din raionul Șîșakî, regiunea Poltava, Ucraina.

## Demografie
Componența lingvistică a localității Nîjni Iareskî
     Ucraineană (93,02%)
     Rusă (6,98%)
Conform recensământului din 2001, majoritatea populației localității Nîjni Iareskî era vorbitoare de ucraineană (93,02%), existând în minoritate și vorbitori de rusă (6,98%).